# Hồ Büyükçekmece
Hồ Büyükçekmece (tiếng Thổ Nhĩ Kỳ: Büyükçekmece Gölü) là một hồ được hình thành tại điểm cửa sông mà sông Karasudere chảy vào biển Marmara.

## Vị trí địa lý
Hồ Büyükçekmece nằm ở phía nam của huyện Çatalca, phía tây của thành phố Istanbul, Thổ Nhĩ Kỳ, cách hồ Küçükçekmece 12 km (7,5 mi). Tại bờ phía Bắc của hồ, có Sân bay Istanbul Hezarfen.
Diện tích của hồ Büyükçekmece là 28,47 km2 (10,99 dặm vuông Anh), chiều dài của hồ là 7 km (4,3 mi) và rộng là 2 km (1,2 mi). Sau khi được Công trình Thủy lợi Nhà nước (State Hydraulic Works trực thuộc Bộ Môi trường và Lâm nghiệp Thổ Nhĩ Kỳ) mở rộng thêm thì độ sâu tối đa của hồ là 8,6 m (28 ft).

## Tổng quan
Hồ Büyükçekmece được sử dụng như một hồ chứa nước ngọt. Nguồn nước ngọt của hồ Büyükçekmece được cung cấp chủ yếu bởi sông Karasudere. Trong quá trình chảy từ huyện Çatalca ra biển Marmara, sông Karasudere đã tạo thành những bãi cạn.
Hồ Büyükçekmece có một chiếc cầu vòm dài 635 m (2.083 ft) và rộng 7,17 m (23,5 ft) được đặt tên theo kiến trúc sư nổi tiếng dưới thời đế quốc Ottoman - Mimar Sinan. Ngoài ra, hồ còn có một đập nước được xây dựng vào năm 1988.

## Hệ thực vật và động vật
Hiện nay, số lượng các loài cá quan sát được trong hồ đã suy giảm nghiêm trọng (phân nửa) từ 30 loài trong quá khứ xuống còn 15 loài.
Năm 1989, Hiệp hội các tổ chức phi chính phủ quốc tế (iNGO) về bảo tồn đa dạng sinh học chim và môi trường sống của chúng đã tuyên bố hồ Büyükçekmece là một khu vực quan trọng cho các loài thủy cầm, đang bị đe doạ trước sự phát triển của huyện Çatalca.